# Ornithidium gualaquizense
Ornithidium gualaquizense är en orkidéart som först beskrevs av Dodson, och fick sitt nu gällande namn av Mario Alberto Blanco och Isidro Ojeda. Ornithidium gualaquizense ingår i släktet Ornithidium och familjen orkidéer. Inga underarter finns listade i Catalogue of Life.